# Cães Famintos
Cães Famintos é um filme brasileiro de drama de 2016. Foi escrito e dirigido por Beto Oliveira.

## Sinopse
Ronaldo é um homem solitário que está prestes a receber a visita de sua velha mãe. Decepcionado com o amor, Ronaldo decide contar a sua mãe o porquê de nunca ter se casado, mas Ronaldo acaba descobrindo que sua mãe está com Alzheimer, e que sua memória vai ser esquecida. Jorge é um enfermeiro encarregado da distribuição de remédios num grande hospital. Quando Ana chega, Jorge perde o controle e acaba se apaixonando por ela, que invade totalmente sua vida vazia com todas suas manias, o que culmina numa gravidez indesejada. Bruno é um executivo que tenta conciliar seus trabalhos com o drama de sua mulher, que depois de uma gestação sem planejamento está com depressão pós-parto. Marta, uma menina de 17 anos sofre bullying na escola, e se vê encurralada pela ditadura da beleza.

## Elenco
| Ator                  | Personagem     |
| --------------------- | -------------- |
| Amélia Bittencourt    | Mãe de Ronaldo |
| Bernardo Melo Barreto | Bruno          |
| Carolina Splendore    | Marta          |
| João Vitti            | Ronaldo        |
| Marina Rigueira       | Helena         |
| Mariah Teixeira       | Vizinha        |
| Mel Lisboa            | Ana            |
| Pedro Monteiro        | Jorge          |
| Alison Falconeres     | Eduardo        |
| João Scarpa           | Médico         |